# تمارا ميانساروفا
تمارا جريجوريفنا ميانساروفا (الروسية: Тамара Григорьевна Миансарова ؛ 5 مارس 1931 - 12 يوليو 2017) مغنية غنائية أوكرانية سوبرانو، مغنية بوب وأستاذة أكاديمية الفنون المسرحية الروسية ، أشهرها لضربها قد يكون هناك دائما الشمس المشرقة.

## نشأتها
ولدت في 05 مارس 1931 في زينوفييفسك. بعد اعتقال والدتها ونفيها عام 1945، عاشت لمدة ثلاث سنوات مع عائلة أخت والدتها في لوغانسك. تلقت تعليمها في مدرسة الموسيقى في معهد مينسك الموسيقي، وتخرجت منها عام 1951. في نفس العام، دخلت قسم البيانو وتعلمت على يد المعلم ليف أوبورين في موسكو.